# سان أنطونيو سكوربيونز
سان أنطونيو سكوربيونز (بالإنجليزية: San Antonio Scorpions) هو نادي كرة قدم في الولايات المتحدة تأسس في أكتوبر 4، 2010 يقع في سان أنطونيو. يلعب في دوري أمريكا الشمالية.

## وصلات خارجية
- الموقع الرسمي